# Henri Giraud (pilot)
Henri Philippe Giraud (ur. 16 maja 1920 r. w Marcollin, zm. 19 listopada 1999 r. w La Tronche) – francuski pilot, wybitna postać francuskiego lotnictwa sportowego. Pierwszy francuski pilot lodowcowy, pionier francuskiego ratownictwa lotniczego w górach.
Od wczesnej młodości ukochał góry. Uprawiał alpinizm, w którym zanotował na swym koncie szereg wartościowych przejść. Jednocześnie od 1936 r., jako członek miejscowej sekcji Aviation Populaire, uczył się pilotażu w aeroklubie w Chambéry, zaczynając od lotów na szybowcach. Licencję pilota I stopnia zdobył 15 października 1938 r., II stopnia – 10 sierpnia 1939 r. Po wybuchu II wojny światowej został zmobilizowany do armii francuskiej. Służył w bazie lotniczej w Istres (dziś baza nr 125 francuskich sił powietrznych Istres-Le Tubé w departamencie Delta Rodanu), a następnie we francuskiej Afryce Północnej (Afrique française du Nord - A.F.N.). Licencję pilota wojskowego uzyskał 5 lutego 1940 r. Stopień wojskowy: sierżant. Po upadku Francji w cywilu. W 1943 r., uchylając się od obowiązku pracy na rzecz III Rzeszy w Service du Travail Obligatoire (S.T.O.), musiał się ukrywać i wstąpił do francuskiego ruchu oporu.
W kwietniu 1945 r. zmobilizowany ponownie; po odbyciu stażu w Centres Nationaux został w 1946 r. pilotem-instruktorem w stowarzyszeniu „Aérodromes de Haute-Montagne”. Pracę instruktora lotniczego wykonywał następnie przez 50 lat. W wieku 26 lat jako Chef-Pilote trafił do Aeroklubu Delfinatu, gdzie pracował przez 15 lat. W międzyczasie w 1957 r. odbył staż w Szwajcarii, gdzie u Hermanna Geigera zapoznał się z zasadami lądowania samolotami na alpejskich lodowcach. Celem jego dalszego życia stało się doskonalenie technik latania w górach i lądowania na przygodnych lądowiskach górskich, zarówno w warunkach letnich jak i zimowych. W latach 1957–1976 był pilotem górskiego pogotowia lotniczego. Brał również udział w odbudowie i remontach wielu schronisk górskich Francuskiego Klubu Alpejskiego (Club Alpin Français), dowożąc w góry sprzęt i materiały.
W 1947 r. Giraud dokonał pierwszego lądowania samolotem w alpejskim ośrodku Les Deux Alpes. 27 sierpnia 1957 r. wylądował samolotem Piper Cub J-3 na szczytowym plateau góry Mont Aiguille. Później (do roku 1975) wyczyn ten powtarzał jeszcze 53 razy, w tym w warunkach zimowych 22 marca 1960 samolotem Super-Club "Choucas", wyposażonym w płozy. W lipcu 1958 r. dokonał pierwszego lądowania samolotem z płozami na lodowcu na Dôme de Goûter (4000 m n.p.m.) w masywie Mont Blanc. Wreszcie 23 czerwca 1960 r. wylądował na samym szczycie Mont Blanc, na „lądowisku” długości 30 m. Jego liczne wyczyny lotnicze (nielegalne w obliczu ówczesnych francuskich przepisów) doprowadziły do ustawowego uregulowania zasad wykonywania lotów w górach (1963 r.) oraz wymagań stawianym pilotom, wykonującym takie loty na terenie Francji. W 1971 r. założył Aeroklub Oisans, który specjalizuje się w lotnictwie górskim.
Na swym koncie miał ponad 30 000 godzin lotu na różnych samolotach oraz około 100 000 lądowań i startów z prowizorycznych lądowisk w górach. Wiele z nich wykonał w ramach akcji ratunkowych, latając po poszkodowanych narciarzy lub alpinistów. Działalność pilota alpejskiego kontynuował później na swym słynnym samolocie Jodel D-140 R „Abeille” F-BOPT, szkoląc młodych pilotów i pozwalając odkrywać swym klientom piękno Alp oglądanych z powietrza. Swój ostatni lot odbył 21 września 1999 r. Kilka dni później doznał udaru mózgu, z którego już się nie podniósł. Spoczął w grobowcu rodzinnym na cmentarzu w Marcollin. Od 15 kwietnia 2000 r. altiport L’Alpe d’Huez nosi imię Henriego Giraud.